# ジョン・ビング (初代ストラフォード伯爵)
初代ストラフォード伯爵ジョン・ビング（英語: John Byng, 1st Earl of Strafford, GCB, GCH, PC (Ire)、1772年 - 1860年6月3日）は、イギリスの陸軍軍人、政治家、貴族。
フランス革命戦争やナポレオン戦争にイギリス軍指揮官の一人として従軍した。最終階級は陸軍元帥。1835年にストラフォード男爵、1847年にストラフォード伯爵に叙された。

## 経歴
1772年、庶民院議員ジョージ・ビングとその妻アン(旧姓コノリー)の4男として生まれる。父ジョージは初代トリントン子爵ジョージ・ビングの4男ロバート・ビングの長男であり、母アンは初代ストラフォード伯爵トマス・ウェントワースの外孫にあたる。
1793年9月30日に第33代歩兵連隊に少尉(Ensign)として入隊。同年12月1日に中尉(lieutenant) 、1794年12月27日に大尉(captain)に昇進した。
1795年にはフランス革命戦争のフランダース作戦に従軍するためオランダに派兵され、ゲルダーマルセンでの戦闘で負傷した。その後、アイルランド南部地区のリチャード・ヴァイス将軍の副官(aide-de-camp)となり、1798年のアイルランド反乱の鎮圧戦に参加して再び負傷した。
1799年12月28日に第60歩兵連隊の少佐(major)となり、1800年3月18日には第29歩兵連隊の中佐(lieutenant-colonel)に昇進した。1804年8月11日にはスコットランド第3近衛歩兵連隊に異動した。
ナポレオン戦争にも従軍し、1805年のハノーファー遠征、1807年8月のコペンハーゲンの戦い、1809年秋のワルヘレン作戦に参加した。1810年7月25日に大佐(colonel)に昇進した。1811年9月には半島戦争に派遣され、ローランド・ヒル将軍率いる師団に属する旅団の司令官を務めた。1813年6月4日に少将(major-general)に昇進。1814年2月のオルテズの戦い、1814年4月のトゥールーズの戦いに参加した。ナポレオン復権(百日天下)後の1815年6月のカトル・ブラの戦いとワーテルローの戦いにも第2近衛旅団を率いて参加した。
ナポレオン敗退後も1819年までフランス占領軍として大陸に留まった。その後は北部司令部司令官に就任した。また1816年から1819年まで第4西インド連隊、1822年から1828年まで第2西インド連隊の名誉連隊長(colonel)に就任した。1825年5月27日に中将(lieutenant general)に昇進した。1828年から1831年にかけてはアイルランド最高司令官を務め、また1828年から第29歩兵連隊の名誉連隊長となる。
1831年から1835年までプール選挙区から選出されてホイッグ党の庶民院議員を務める。同時期ホイッグ政権が推し進めていた選挙法改正法案の可決に尽力した。
1832年6月15日には名誉職のロンドンデリー総督に就任した。1835年5月に連合王国貴族爵位ストラフォード男爵(Baron Strafford)に叙せられ、貴族院議員に列する。1841年11月23日に大将(general)に昇進。1847年9月には連合王国貴族爵位インフィールド子爵(Viscount Enfield)とストラフォード伯爵に叙せられた。1850年8月にはコールドストリームガーズの名誉連隊長に就任。1855年10月2日に陸軍元帥に昇進。
1860年6月3日にロンドン・グローヴナー広場で死去。爵位は長男ジョージ・ビングが継承した。

## 栄典

### 爵位
1835年5月12日に以下の爵位に叙される。
- ミドルセックス州におけるハーモンズワースの初代ストラフォード男爵 (1st Baron Strafford, of Harmondsworth in the County of Middlesex)

(勅許状による連合王国貴族爵位)
1847年9月18日に以下の爵位に叙される。
- 初代ストラフォード伯爵 (1st Earl of Strafford)

(勅許状による連合王国貴族爵位)
- ミドルセックス州におけるインフィールドの初代インフィールド子爵 (1st Viscount Enfield, of Enfield in the County of Middlesex)

(勅許状による連合王国貴族爵位)

### 勲章
- 1815年1月2日、バス騎士団(勲章)ナイト・コマンダー[16]
- 1815年10月8日、マリア・テレジア軍事勲章(オーストリア勲章)[17]
- 1828年、バス騎士団ナイト・グランド・クロス[10]

## 家族
1804年にメアリー・マッケンジー(-1806)と最初の結婚をし、彼女との間に以下の1男を儲けた。
- 長男ジョージ・スティーヴンズ・ビング（英語版）(1806–1886) - 第2代ストラフォード伯爵

1806年にメアリーと死別し、1808年にマリアンヌ・ジェイムズ(-1845)と再婚し、彼女との間に以下の1男3女を儲けた。
- 次男ウィリアム・フレデリック・ビング (-1877)
- 長女ハリエット・フランシス・ビング (-1873) - チャールズ・ラムズデンと結婚
- 次女フランセス・ビング (-1846) - ヘンリー・タフネル（英語版）と結婚
- 三女キャロライン・フランセス・ビング (-1898) - 第2代準男爵サー・ウォルター・スターリングと結婚